# 速ホゥ!FUKUOKA
『速ホゥ!FUKUOKA』（そくホゥ フクオカ）は、2005年4月1日から2008年9月26日までTVQ九州放送で放送されていたローカルニュース番組である。協力：西日本新聞社、日本経済新聞社。

## 概要
テレビ東京発の夕方の全国ニュース『TXNニュースアイ』が『速ホゥ!』へ移行するのに伴い、2005年3月までTVQで放送されていた『ニュースアイ福岡』をリニューアルする形で放送を開始。それまではテレビ東京系列のローカルニュースで唯一テレビ東京発の番組と同じタイトルを名乗っていたが、テレビ愛知が『ニュース&ワイド マイユウ!』を終了させて『速ホゥ!』のテレビ愛知ローカルパートを開始したため、例外ではなくなった。
20分以上の枠だった頃にはウェザーニュースと中継を繋いだり（金曜のみ）、「週末情報」（TVQ福岡本社ロビーから）コーナーを設けたりしていたが、2006年4月の改編でテレビ東京発のアニメ枠が30分繰り上がったのを受けて放送枠が大幅に縮小し（アニメ530参照）、5分程度のスポットニュースへと移行した。以来このタイトルは使われておらず、便宜上のものとなっている。また、2007年4月の改編で5分繰り上がったものの、拡大はされなかった。ただし、TVQは系列他局がネットしていない関東の天気予報の部分までネットしていた（2008年8月からは金曜を除く週4日間）。
2007年3月26日、HD対応のスタジオセットにリニューアルした。
5分枠に縮小されてからは、内容の大半が経済関係のニュースであることが多かったが、2007年4月頃からしばらくの間は経済ニュースを控え、一般内容のニュースに比重を置いていたこともある。
2008年8月15日、金曜放送分のみが17分に拡大。キャスターも金曜のみ2人体制へと変更された。

## 放送時間
いずれも日本標準時。
- 月曜 - 金曜 17:23 - 17:45（2005年4月1日 - 2005年9月30日）
- 月曜 - 金曜 17:23 - 17:48（2005年10月3日 - 2006年3月24日） - テレビ東京の改編より一週間早く終了させた。
- 月曜 - 金曜 17:23 - 17:30（2006年3月27日 - 2006年3月31日） - 残り1週分はまだ改編前だったことから臨時扱い。17:30 - 18:00には『住まいの極意 〜My sweet life〜』（テレビ東京では当時土曜18:30枠で放送）を入れて繋いでいた。
- 月曜 - 金曜 17:23 - 17:30（2006年4月3日 - 2007年3月30日）
- 月曜 - 金曜 17:18（17:17.45） - 17:25 （2007年4月2日 - 2008年8月14日）
- 月曜 - 木曜 17:18（17:17.45） - 17:25、金曜 17:13 (17:13.30)  - 17:30 （2008年8月15日 - 2008年9月26日）

## タイムテーブル

### 2005年4月 - 2008年8月14日
- ローカルニュース 2 - 4本
- 天気予報 - ニュースの本数によってはカットされることがあった。

### 2008年8月
月曜 - 木曜
- 従来通り

金曜
- ニュース
- フラッシュニュース 3 - 4本
- 週末チェッキュウ!!
- 天気予報
- あすの九州けいざいNOW

## キャスター

### 2005年4月1日 - 2006年3月31日
- 加地良光
- 加治屋朋子
- 立花麻理 - 「週末情報」担当。

### 2006年4月3日 - 2008年8月14日
月曜 - 金曜
- 原則としてシフト勤務。シフト制のため、担当者は不定。ミニニュースとなったが、TVQアナウンサーによる当番制。
- 2008年4月から7月31日までの間、当時TVQ報道部キャスターだった高柳美枝子が数回[要追加記述]担当したことがある。

### 2008年8月15日 - 2008年9月26日
月曜 - 木曜
- TVQアナウンサー1人。ただし、加地良光は出演せず。

金曜
- 山本圭介
- 義山望
- 立花麻理 - 中継「週末チェッキュウ!!」担当。